# کارل گوستاو کاروس
کارل گوستاو کاروس (انگلیسی: Carl Gustav Carus; ۳ ژانویهٔ ۱۷۸۹ – ۲۸ ژوئیهٔ ۱۸۶۹) گیاه‌شناس، نقاش، روان‌شناس، کالبدشناس، استاد دانشگاه، و فیلسوف اهل آلمان بود.